# Ladislaus II van Hongarije
Ladislaus II van Hongarije (circa 1131 - 14 januari 1163) was van 1162 tot 1163 koning van Hongarije. Hij behoorde tot het huis Árpáden.

## Levensloop
Hij was de tweede zoon van koning Béla II de Blinde van Hongarije en Helena van Servië. In 1136 vielen de legers van Béla Bosnië binnen en annexeerden het gebied. Een jaar later kreeg Ladislaus tijdens een vergadering van prelaten en baronnen in Esztergom officieel de titel hertog van Bosnië. Ladislaus regeerde echter nooit het gebied, want de echte macht in Bosnië was in handen van een ban, die zowel benoemd als verkozen kon worden.
Na de dood van Béla II in 1141, werd Ladislaus' oudere broer Géza II de nieuwe koning van Hongarije. Als koning van Hongarije gaf Géza II jaarlijks een bepaald inkomen aan zijn jongere broers Ladislaus II en Stefanus IV, totdat hij in 1152 zijn zoon Stefanus III als officiële troonopvolger benoemde. 
Daarna kwamen Ladislaus II en Stefanus IV in verzet tegen hun oudere broer. Stefanus IV zwoer zelfs samen tegen Géza, maar rond het jaar 1156 werd dit ontdekt. Stefanus vluchtte eerst naar het Heilig Roomse Rijk en daarna naar het Byzantijnse Rijk. Ladislaus volgde Stefanus in ballingschap en vestigde zich rond het jaar 1160 in de stad Constantinopel.
In 1162 stierf Géza II, waarna zijn zoon Stefanus III de troon betrad. Omdat keizer Manuel I Komnenos van het Byzantijnse Rijk meer invloed wilde verkrijgen in Hongarije, steunde hij Ladislaus II in zijn claim op de Hongaarse troon. Oorspronkelijk steunde de keizer echter Ladislaus' broer Stefanus IV. De gezanten van Manuel I Komnenos kochten een groot deel van de Hongaarse adel om, waarna de adel besloot Stefanus III af te zetten. In de plaats van Stefanus IV, die ze als marionet van de Byzantijnse keizer zagen, koos de Hongaarse adel echter Ladislaus II als nieuwe koning van Hongarije.
De aartsbisschop van Esztergom beschouwde Ladislaus II echter als usurpator en excommuniceerde hem . Als straf liet Ladislaus de aartsbisschop arresteren en in de gevangenis steken. Als koning van Hongarije schonk Ladislaus een derde van zijn koninkrijk aan zijn jongere broer Stefanus IV. Ook probeerde Ladislaus om de voorstanders van de vroegere koning Stefanus III aan zijn zijde te krijgen, wat echter mislukte. In januari 1163 stierf hij, waarna Ladislaus begraven werd in de basiliek van Székesfehérvár.

## Huwelijk en nakomelingen
Ladislaus was gehuwd, maar de identiteit van zijn vrouw is niet bekend. Ze kregen een dochter:
- Maria, huwde met Nicolaas Michiel, zoon van doge Vitale II Michiel van Venetië.